# Deuxième chance (série télévisée québécoise)
 (juillet 2024).
La mise en forme du texte ne suit pas les recommandations de Wikipédia : il faut le « wikifier ».
Les points d'amélioration suivants sont les cas les plus fréquents :
- Les titres sont pré-formatés par le logiciel. Ils ne sont ni en capitales, ni en gras.
- Le texte ne doit pas être écrit en capitales (les noms de famille non plus), ni en gras, ni en italique, ni en « petit »…
- Le gras n'est utilisé que pour surligner le titre de l'article dans l'introduction, une seule fois.
- L'italique est rarement utilisé : mots en langue étrangère, titres d'œuvres, noms de bateaux, etc.
- Les citations ne sont pas en italique mais en corps de texte normal. Elles sont entourées par des guillemets français : « et ».
- Les listes à puces sont à éviter, des paragraphes rédigés étant largement préférés. Les tableaux sont à réserver à la présentation de données structurées (résultats, etc.).
- Les appels de note de bas de page (petits chiffres en exposant, introduits par l'outil «  Source ») sont à placer entre la fin de phrase et le point final[comme ça].
- Les liens internes (vers d'autres articles de Wikipédia) sont à choisir avec parcimonie. Créez des liens vers des articles approfondissant le sujet. Les termes génériques sans rapport avec le sujet sont à éviter, ainsi que les répétitions de liens vers un même terme.
- Les liens externes sont à placer uniquement dans une section « Liens externes », à la fin de l'article. Ces liens sont à choisir avec parcimonie suivant les règles définies. Si un lien sert de source à l'article, son insertion dans le texte est à faire par les notes de bas de page.
- La présentation des références doit suivre les conventions bibliographiques. Il est recommandé d'utiliser les modèles {{Ouvrage}}, {{Chapitre}}, {{Article}}, {{Lien web}} et/ou {{Bibliographie}}. Le mode d'édition visuel peut mettre en forme automatiquement les références.
- Insérer une infobox (cadre d'informations à droite) n'est pas obligatoire pour parachever la mise en page.

Pour une aide détaillée, merci de consulter Aide:Wikification.
Si vous pensez que ces points ont été résolus, vous pouvez retirer ce bandeau et améliorer la mise en forme d'un autre article.
Pour les articles homonymes, voir Deuxième chance.
Deuxième chance est une série documentaire québécoise de 5 saisons de 10 épisodes de 44 minutes, principalement animée par Marina Orsini, Patrick Lagacé et Monic Néron, depuis le 14 janvier 2017 à Radio-Canada.
La série montre une personne qui aimerait en retrouver une autre, soit pour la remercier, soit pour présenter des excuses. On suit les journalistes qui tentent de retrouver les gens.

## Synopsis
La série documentaire porte sur les histoires de personnes qui souhaitent retrouver quelqu'un qui a marqué leur vie. L'équipe journalistique mène des entrevues et voyage dans le monde à la recherche de cette personne. S'il y a lieu, on présente ensuite les retrouvailles.

## Distribution
- Marina Orsini : elle-même
- Patrick Lagacé : lui-même
- Monic Néron : elle-même
- Marie-Fidèle Mukandekezi : elle-même
- Pascal Robidas : lui-même
- Marie Sophie Thibeault : elle-même

## Production

### Développement
Patrick Lagacé, présent dans les trois premières saisons, a été remplacé par Monic Néron. Les histoires touchantes ne manquent pas. Par exemple, un homme victime d’un grave accident retrouve celui qui l’a sauvé des flammes de son véhicule des dizaines d'années plus tard. Les histoires touchent le public et les animateurs également, comme l'avoue Marina Orsini: «Nous autres aussi, on pleure. C’est clair que ça m’arrive souvent de pleurer, tellement je suis touchée par toutes ces histoires.»
En 2022, la série porte plus spécifiquement sur les travailleurs de la santé. Par exemple, une femme retrouver l'infirmière qui l'a soutenue après une césarienne difficile pour la remercier.

### Fiche technique
- Réalisation : Patricia Beaulieu, Pascal Brouard, Alexis de Gheldere, Frédéric Nassif, Isabelle Nault, Nicolas Roy, André St-Pierre
- Musique : Dumas
- Production : Guillaume Lespérance
- Production déléguée : André Larin, Brigitte Lemonde
- Production contenu : Manuelle Légaré, Julie Paquin
- Scénario : Manuelle Légaré
- Recherche : Marie-Claude Elie-Morin, Denyse Beaugrand-Champagne, Julie Paquin
- Direction de production : Marie-France Long
- Montage : Marie Morin Dubois, Mirenda Ouellet, Nicolas Roy, Serge Sirois